# Пітішевське сільське поселення
Піті́шевське сільське поселення (рос. Питишевское сельское поселение) — муніципальне утворення у складі Аліковського району Чувашії, Росія. Адміністративний центр — присілок Пітішево.

## Історія
Станом на 2002 рік сільське поселення називалось Орбаська сільська рада з центром у присілку Пітішево.

## Населення
Населення — 759 осіб (2019, 915 у 2010, 946 у 2002).

## Склад
До складу поселення входять такі населені пункти:
| Населений пункт    | Населення, осіб (2002) | Населення, осіб (2010) |
| ------------------ | ---------------------- | ---------------------- |
| Алгукаси, присілок | 41                     | 21                     |
| Анаткаси, присілок | 91                     | 106                    |
| Орбаші, присілок   | 154                    | 135                    |
| Пізіпово, присілок | 219                    | 197                    |
| Пітішево, присілок | 197                    | 200                    |
| Устьє, село        | 244                    | 256                    |